# Dagmara Domińczyk
Dagmara Domińczyk (Polônia, 17 de julho de 1976) é uma atriz e escritora polonesa.

## Filmografia
- 2002 - O Conde de Monte Cristo